# 앤디 톰슨

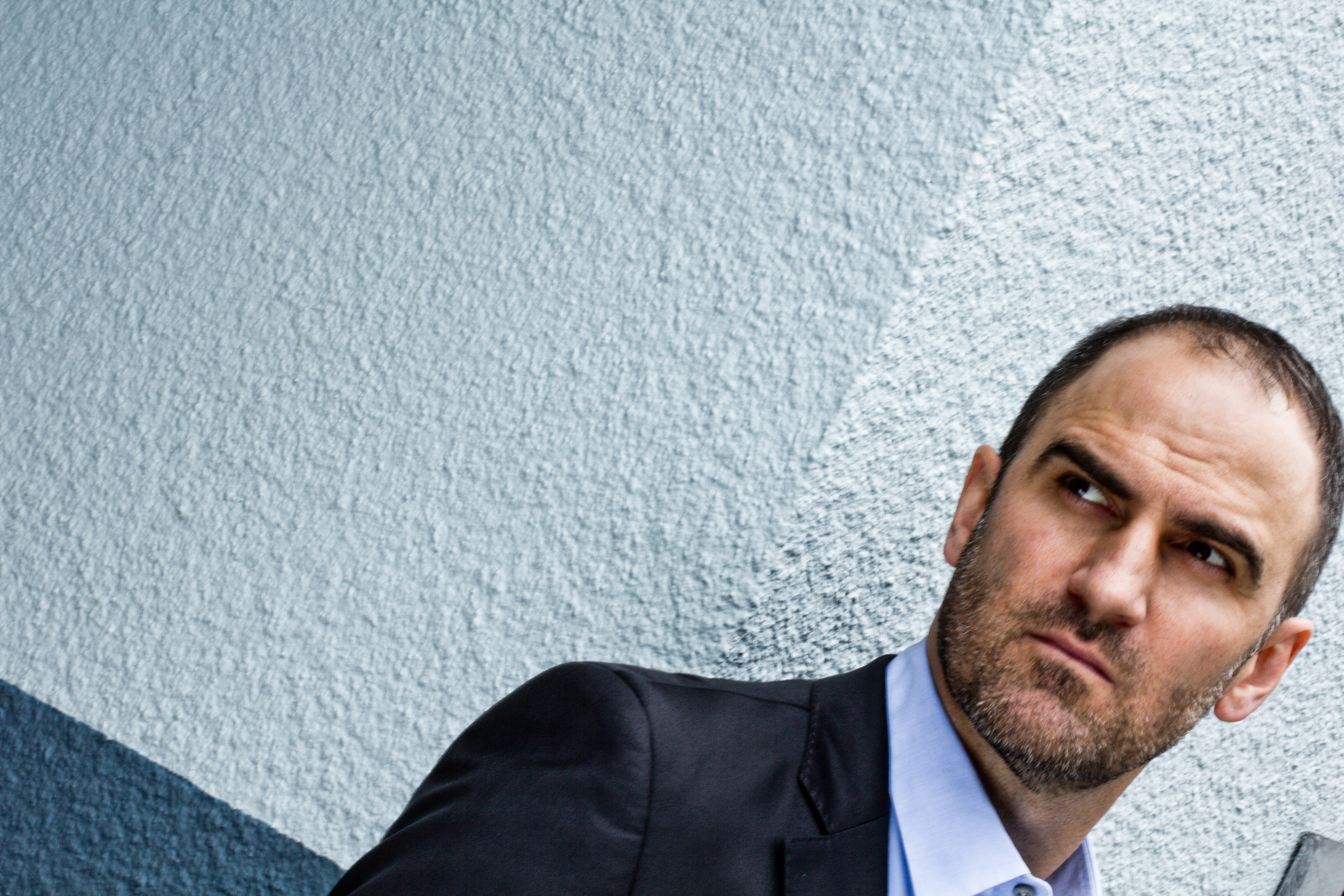

앤디 톰프슨(Andy Thompson, 1970년 1월 1일 ~ )은 캐나다의 배우이다.
칠리웍에서 태어났다.

## 출연 작품

### 영화
- 매드 헌터 (1998, The Hunted)
- 주차단속원, 그랜트 파커 (2003, The Delicate Art of Parking)
- 에이전트 코디 뱅크스 (2003)
- 총각은 어려워 (2003)
- 리딕: 헬리온 최후의 빛 (2004)
- The Long Weekend (2005) - 가르시아 역
- 앤틀러스 (2021)
- 토탈리 킬러 (2023)

### 텔레비전
- 마스터즈 오브 호러 (2005) - 사슴 여인(Deer Woman) 편
- 수퍼내추럴 (2013)
- 어 밀리언 리틀 씽즈 (2018-20)
- 리버데일 (2019)
- 옐로우재킷 (2023)